# Sallustiův dům
Sallustiův dům (italsky Casa di Sallustio) je obytná stavba v archeologické lokalitě Pompeje. Je situován v severozápadní části města na křižovatce ulic Via Consolare a Vicolo di Mercurio.

## Historie

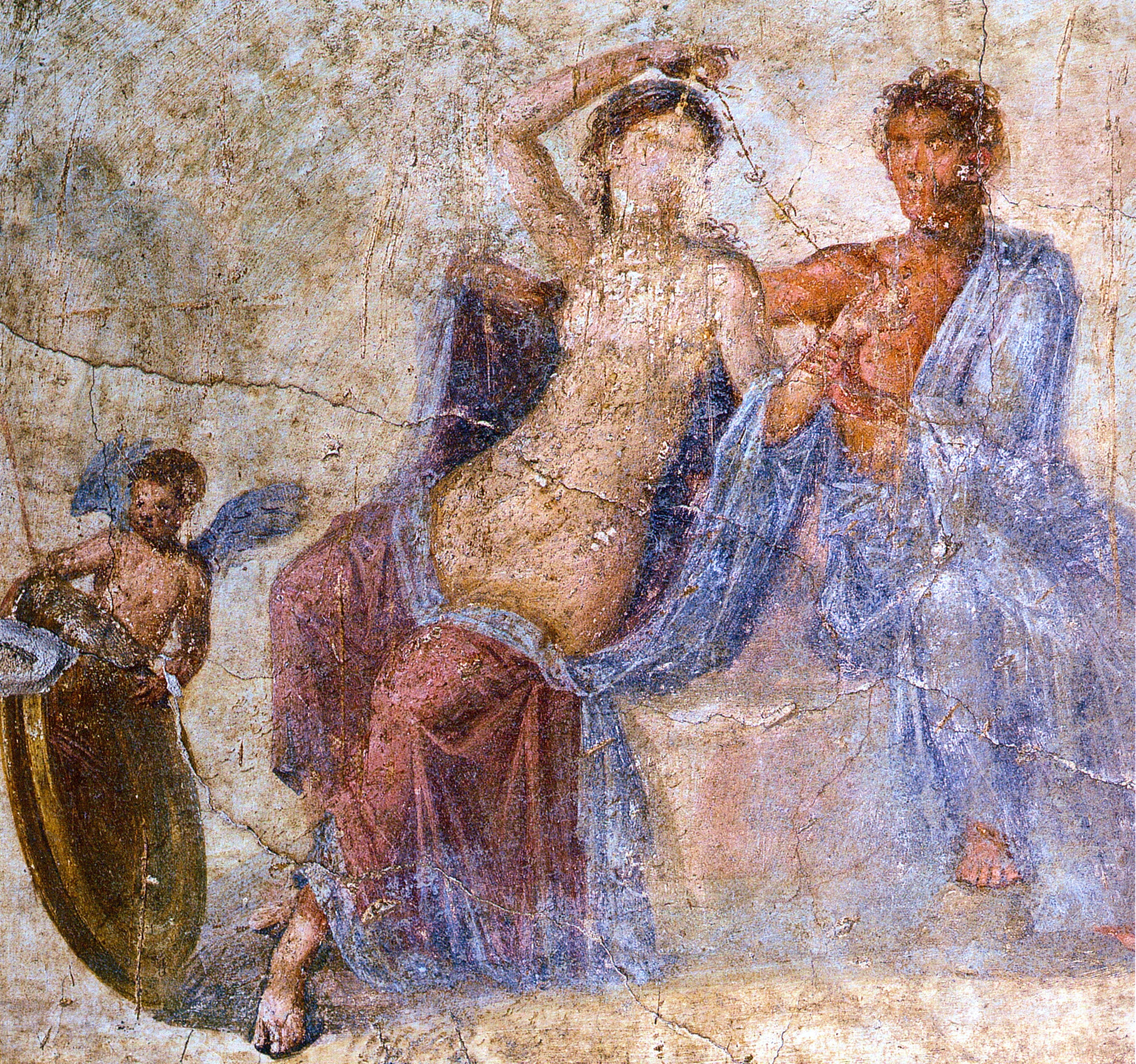
Krb v jižní části domu zdobí freska znázorňující boha Marta s bohyní Venuší. Malý cherub si hraje s Martovými zbraněmi.

Dům byl pojmenován podle volebního nápisu na svém průčelí, který vyzývá ke zvolení C. Sallustia. Pravděpodobným majitelem ale byl podle nalezeného pečetidla A. Cossius Libanus. Dům po objevení vyvolal senzaci svou vznešenou freskovou výzdobou řadící se k I. výtvarnému stylu a rozlohou svých vnitřních prostor.
Byl vystavěn pravděpodobně v první polovině 2. století př. n. l. Stejně jako mnohé jiné budovy ve městě prošel několika stavebními úpravami. Původně měl vzhled jednoduchého a přísně racionálního domu. Kolem roku 80 př. n. l. byly v jeho prostorovém rozvržení provedeny zásadní změny. K poslední přestavbě došlo po zemětřesení v roce 62. Tehdy se z přepychového městského sídla stal hostinec. Dvě místnosti v západní části se změnily na thermopolia a v severozápadní části domu přibyla pekárna. V tomto stavu dům setrval až do zániku města v roce 79.